# Hardwired... to Self-Destruct
Hardwired... to Self-Destruct deseti je studijski album američkog heavy metal sastava Metallica. Objavljen je kao dvostruki album 18. studenog 2016. godine, a objavila ga je diskografska kuća Blackened Recordings. Ovo je prvi studijski album sastava u osam godina nakon objave Death Magnetica 2008. godine, time označavajući najdulju stanku između objava albuma u karijeri grupe. Također je i prvi album na kojem Kirk Hammett nije doprinosio u pisanju albuma otkako se 1983. godine pridružio grupi. Drugi je najduži album skupine.

## Pozadina
U listopadu 2011. basist Robert Trujillo izjavio je da se sastav vratio u studio da napiše novi materijal. Rekao je: "Proces pisanja za novi album Metallice počeo je. Bili smo u studiju s Rickom Rubinom radeći na par stvari koje ćemo snimati sljedeće godine". U intervjuu s Classic Rockom 8. siječnja, 2013. Lars Ulrich izjavio je: "Što sada radimo definitivno zvući kao nastavak Death Magnetica." Dodao je: "Drag mi je Rick Rubin. Vidjet ćemo kako će ići. Bit ću zadivljen ako album izađe 2013.". U srpnju 2013. Ulrich je rekao Ultimate Guitaru da će album najvjerojatnije biti objavljen 2015. godine.
U ožujku 2014. Metallica je krenula na turneju "Metallica by Request", na kojoj su obožavatelji zatražili da odsviraju novu pjesmu "Lords of Summer". U ožujku 2015. Ulrich je rekao časopisu Rolling Stone da je dvadeset pjesama napisano za album i da se nada da će neke moći odsvirati na nastupima. U studenom je Hammett izjavio kako bi album trebao biti objavljen krajem 2016. ili početkom 2017. godine.
Hardwired... to Self-Destruct prvi je Metallicin studijski album koji ne sadrži pjesmu koju je napisao Hammett, od kad se pridružio sastavu 1983. kako bi snimio Kill 'Em All. Godine 2014. Hammett je izgubio mobitel u zračnoj luci u Kopenhagenu, koji je sadržavao više od 250 ideja za rifove. Budući da Hammett nije arhivirao ideje, morao je početi iznova, dok su Hetfield i Ulrich imali materijale za pjesme.

## Objava
Na Facebook događaju, 18. kolovoza, objavljeno je kako će album biti objavljen u studenome te da će sadržavati 12 pjesama. Prema obavijesti na Metallicinoj stranici, album će biti podijeljen na dva diska te će svaki disk sadržavati 6 pjesama, i da album sadrži više od 80 minuta pjesama. Metallica je objavila prvi singl s albuma, "Hardwired", 18. kolovoza, 2016. godne. Dana 26. rujna, 2016., sastav je objavio drugi singl, "Moth Into Flame", zajedno s spotom. Albumov treći singl "Atlas, Rise" je objavljen 31. listopada, 2016. godine.

## Popis pjesama
Tekstovi i glazba: James Hetfield i Lars Ulrich, osim pjesme "ManUNkind" koju su napisali s Robertom Trujillom. 
| Disk 1 | Disk 1                | Disk 1   | Disk 1 | Disk 1 | Disk 1 | Disk 1 | Disk 1 | Disk 1 | Disk 1 |
| Br.    | Skladba               | Trajanje |        |        |        |        |        |        |        |
| ------ | --------------------- | -------- | ------ | ------ | ------ | ------ | ------ | ------ | ------ |
| 1.     | »Hardwired«           | 3:09     |        |        |        |        |        |        |        |
| 2.     | »Atlas, Rise!«        | 6:28     |        |        |        |        |        |        |        |
| 3.     | »Now That We're Dead« | 6:59     |        |        |        |        |        |        |        |
| 4.     | »Moth into Flame«     | 5:50     |        |        |        |        |        |        |        |
| 5.     | »Dream No More«       | 6:29     |        |        |        |        |        |        |        |
| 6.     | »Halo on Fire«        | 8:15     |        |        |        |        |        |        |        |
| 37:10  |                       |          |        |        |        |        |        |        |        |

| Disk 2 | Disk 2               | Disk 2   | Disk 2 | Disk 2 | Disk 2 | Disk 2 | Disk 2 | Disk 2 | Disk 2 |
| Br.    | Skladba              | Trajanje |        |        |        |        |        |        |        |
| ------ | -------------------- | -------- | ------ | ------ | ------ | ------ | ------ | ------ | ------ |
| 1.     | »Confusion«          | 6:41     |        |        |        |        |        |        |        |
| 2.     | »ManUNkind«          | 6:55     |        |        |        |        |        |        |        |
| 3.     | »Here Comes Revenge« | 7:17     |        |        |        |        |        |        |        |
| 4.     | »Am I Savage?«       | 6:29     |        |        |        |        |        |        |        |
| 5.     | »Murder One«         | 5:45     |        |        |        |        |        |        |        |
| 6.     | »Spit Out the Bone«  | 7:09     |        |        |        |        |        |        |        |
| 40:16  |                      |          |        |        |        |        |        |        |        |

## Zasluge
| Metallica - James Hetfield — vokali, ritam gitara, produkcija - Kirk Hammett — glavna gitara - Robert Trujillo — bas-gitara - Lars Ulrich — bubnjevi, produkcija | Ostalo osoblje - Greg Fidelman — produkcija, inženjer zvuka, miksanje - John Buttino — naslovnica |